# TM Racing
TM Racing（ティーエムレーシング）は、イタリアのオートバイメーカーである。日本での正規輸入代理店は東京都港区虎ノ門に所在する株式会社うえさか貿易。

## 概要

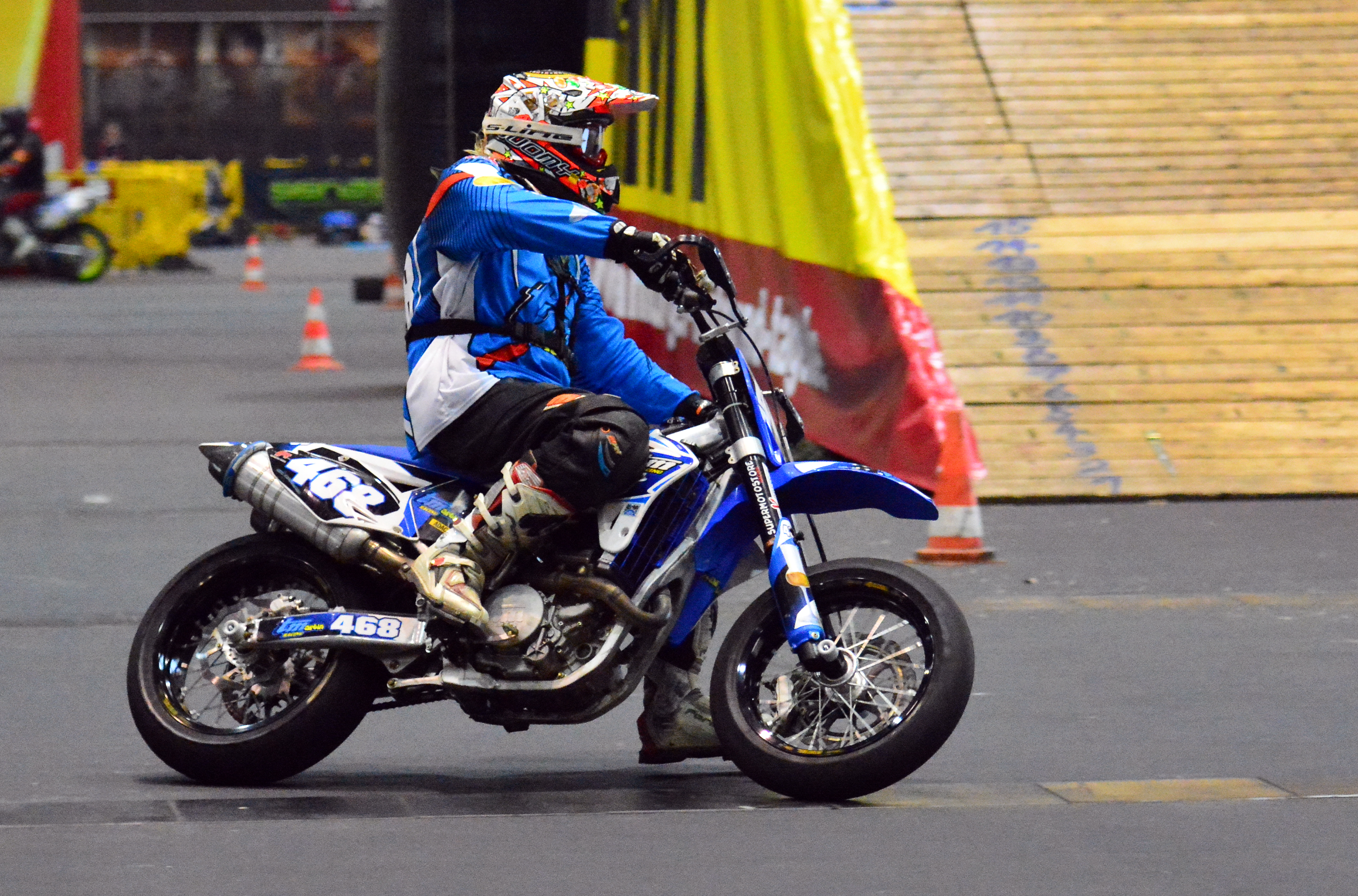
2015年ドイツスーパーモトカップにて

創立は1977年。イタリア中部、アドリア海沿いの町ペーザロに本社工場がある。社名は二人の創設者の息子（トーマスとミルコ）の頭文字に由来する。
2018年時点でオートバイの年産は1300台（内北米200台）、従業員は70人だけの、親会社を持たない家族経営の小規模メーカーである。しかし3つの世界選手権でワークスチームを運営し、日本・オーストリア勢をしばし打ち破る実力を持つ。高度に機械化された製造ラインではなく熟練工による手作業での少量生産が行われており、高価格と引き換えに徹底した高品質・高性能へのこだわりが持ち味とされる。ファクトリーマシンと市販仕様車にほとんど差をつけず、速さを最優先して開発しているため、乗り手を選ぶブランドとも言われている。2017年に創業40周年を迎えた。
製品としてはレーシングカート用の2ストロークレーシングエンジンの単体、2ストロークエンジンを搭載したモトクロス用、エンデューロ用、及びスーパーモタード用の車両、電動自転車などである。ラインナップには競技用モデルが多いが、ナンバープレートを取得して公道を走行することが可能なモデルもある。
2000年より4ストロークレーシングエンジンの製作を開始。2ストロークエンジンは現在でも単体販売を行っているが、4ストロークエンジンについてはされておらず、同社の製作するモトクロス・エンデューロ・スーパーモタード用のそれぞれのモデルに搭載して販売されている。

## 競技での活躍

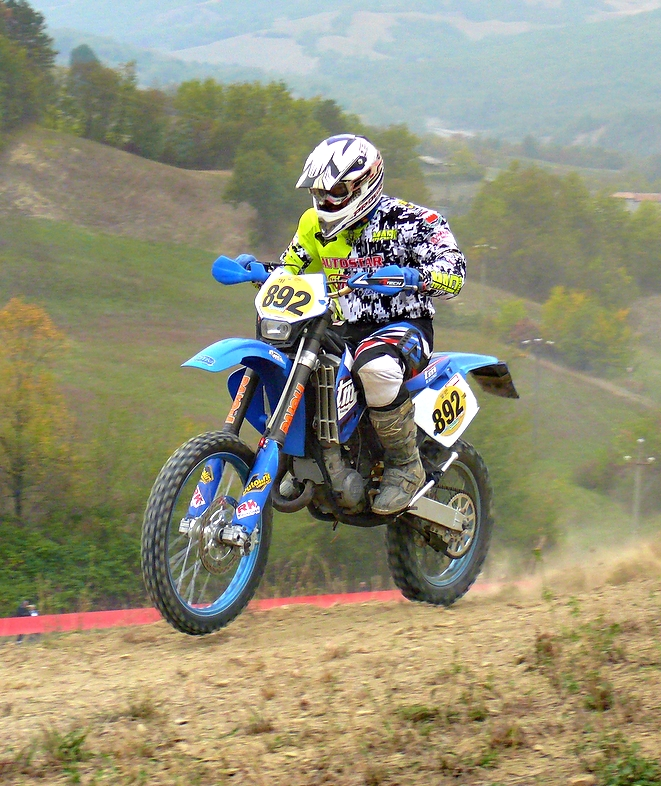
2017年イタリアエンデューロ選手権にて

エンデューロ世界選手権では1993年にジャン＝マルコ・ロッシがピンクのTM EN 80で80ccクラス王者、1998年にローマン・ミハリクがTM EN 125で125ccクラス王者となった。その間が空いた後、2015、2016、2018年にエーロ・レメスがE1/E2クラスで合計3度の王者となった。現在エンデューロ世界選手権のワークスチームは、かつてホンダのディーラーチームとしてダカール・ラリーに参戦し、2010年からアフターパーツの製造を手がけるイタリアのボアノ・モトの「ボアノ・レーシング」とのジョイント体制となっている。
スーパーモト世界選手権ではイタリア人最多タイトル獲得数を誇る元ライダーのイヴァン・ラザリーニが創設したアフターパーツメーカーの「L30」とのジョイント体制である。TMは2012年以降S1クラスの常勝チームとなっている。また2023年現在TMは同選手権のプライベーターに最も用いられているブランドとなっている。
モトクロス世界選手権では2015年を最後に最高峰のGPクラスから撤退（MXGP2は継続）していたが、2018年にドイツ人のマックス・ナグルのチームと提携して復帰した。
オフロードのみならず、2010年半ばからMoto3用マシンの供給も行っている。2018年にはCIV Moto3選手権（イタリアMoto3）のチャンピオンマシンとなった。

## 国内展開
日本での輸入販売は1996年、当時北海道栗山町の有限会社モトマタドール（現在の株式会社うえさか貿易）によって開始された。2022年6月より拠点を東京に移転し、同時に代表者も交代。一つの同じ会社が一貫して同じオフロード系バイクブランドの輸入元を継続している例は日本では珍しい。
競技でもTM Racing JAPANとして2023年から全日本スーパーモトに参戦している。